# Nowa Wieś (rejon lwowski)
Nowa Wieś (ukr. Нове Село, Nowe Seło) – wieś na Ukrainie, w obwodzie lwowskim, w rejonie lwowskim, w hromadzie Komarno. W 2024 roku liczyła 729 mieszkańców.
W II Rzeczypospolitej wieś należała do powiatu rudeckiego w województwie lwowskim. W 1931 r. wieś liczyła 1172 mieszkańców, z czego niemal połowę stanowili Polacy.
W maju i czerwcu 1944 r. nacjonaliści ukraińscy z OUN-UPA zamordowali tutaj 48 Polaków, rabując i paląc polskie zagrody.